# Декейтер (округ, Индиана)
Деке́йтер (англ. Decatur County) — округ в штате Индиана, США. Официально образован в 1822 году. По состоянию на 2010 год, численность населения составляла 25 740 человека.

## География
По данным Бюро переписи США, общая площадь округа равняется 966,900 км2, из которых 964,957 км2 суша и 0,760 км2 или 0,200 % это водоёмы.

## Климат
В Декейтере влажный субтропический климат, который, по системе классификации климатов Кёппена, обозначается на климатических картах аббревиатурой — «Cfa». Район характеризуется относительно высокими температурами и равномерно распределенными осадками в течение года. Лето обычно несколько более влажное, чем зима, причём большая часть осадков в округе выпадает в результате конвективной грозовой активности.

## Население
По данным переписи населения 2000 года в округе проживает 24 555 жителей в составе 9 389 домашних хозяйств и 6 882 семей. Плотность населения составляет 25,00 человек на км2. На территории округа насчитывается 9 992 жилых строений, при плотности застройки около 10,00-ти строений на км2. Расовый состав населения: белые — 98,50 %, афроамериканцы — 0,05 %, коренные американцы (индейцы) — 0,11 %, азиаты — 0,72 %, гавайцы — 0,01 %, представители других рас — 0,10 %, представители двух или более рас — 0,52 %. Испаноязычные составляли 0,54 % населения независимо от расы.
В составе 34,10 % из общего числа домашних хозяйств проживают дети в возрасте до 18 лет, 60,10 % домашних хозяйств представляют собой супружеские пары проживающие вместе, 9,20 % домашних хозяйств представляют собой одиноких женщин без супруга, 26,70 % домашних хозяйств не имеют отношения к семьям, 22,80 % домашних хозяйств состоят из одного человека, 9,60 % домашних хозяйств состоят из престарелых (65 лет и старше), проживающих в одиночестве. Средний размер домашнего хозяйства составляет 2,58 человека, и средний размер семьи 3,03 человека.
Возрастной состав округа: 26,30 % моложе 18 лет, 8,90 % от 18 до 24, 29,30 % от 25 до 44, 22,30 % от 45 до 64 и 22,30 % от 65 и старше. Средний возраст жителя округа 36 лет. На каждые 100 женщин приходится 97,60 мужчин. На каждые 100 женщин старше 18 лет приходится 94,40 мужчин.
Средний доход на домохозяйство в округе составлял 40 401 USD, на семью — 46 453 USD. Среднестатистический заработок мужчины был 31 790 USD против 24 688 USD для женщины. Доход на душу населения составлял 18 582 USD. Около 6,60 % семей и 9,30 % общего населения находились ниже черты бедности, в том числе — 13,40 % молодежи (тех, кому ещё не исполнилось 18 лет) и 8,10 % тех, кому было уже больше 65 лет.